# Grundfutter
Grundfutter in der Milchviehfütterung  umfasst generell den Großteil der Futterration. Da Grundfutter in der Regel auf dem eigenen Betrieb erzeugt wird, und hauptsächlich Futtermittel (siehe Beispiele für Grundfutterarten) umfasst, welche nicht direkt für die menschliche Ernährung nutzbar sind, wird der Anteil des Grundfutters in der Futterration möglichst maximiert. Um die Nutztiere optimal zu versorgen, wird das Grundfutter durch Eiweißfutter und Mineralfutter ergänzt.

## Grenzen einer Definition
Die Grenzen zwischen Kraftfutter und Grundfutter sind teils fließend. So enthält Silomais mit hohem Kolbenanteil mit 6,7 MJ NEL je kg Trockenmasse sehr viel Energie. Tendenziell besitzen Grundfutter jedoch einen geringeren Energiegehalt als Kraftfutter. Im Gegensatz dazu sind Grundfutter meist rohfaserbetonter.
Als Grundfutter werden nach den meisten Definitionen Futter mit Energiewerten unter 7,0 MJ NEL/kg TM angesehen. Bei Energiegehalten über 7 MJ Nel/kg TM gelten sie entweder als Saftfutter oder als Kraftfutter. Saftfutter wie z. B. Biertreber oder Pressschnitzel haben Trockenmassegehalte unter 55 %, sind also vergleichsweise feucht. Kraftfutter wie Getreide oder Sojaschrot haben dagegen deutlich mehr als 55 % Trockenmasseanteil.

## Beispiele für Grundfutterarten
Wirtschaftseigenes Futter für die Viehhaltung sind vor allem
- Gras, Luzerne (frisch/siliert)
- Maissilage
- Rübenblatt (frisch/siliert)
- Heu
- Stroh